# Pacetluky
Pacetluky (in tedesco Patzetluk) è un comune della Repubblica Ceca facente parte del distretto di Kroměříž, nella regione di Zlín.